# Ommatius pashokensis
Ommatius pashokensis là một loài ruồi trong họ Asilidae. Ommatius pashokensis được Joseph & Parui miêu tả năm 1983.